# Фріульські острови
Фріульські острови (фр. Îles du Frioul) — середземноморські острови, що розташовані за 4 км від французького міста Марсель. До групи островів входить чотири острови, які разом заселяють близько 100 жителів на загальній площі 100 га.

## Короткий опис
До Фріульських належать такі острови:
- Помег на півдні.
- Ратонно на півночі.
- Острів Іф на сході, між двома головними островами.
- Тібулан на захід від Ратонно, найменший з островів.

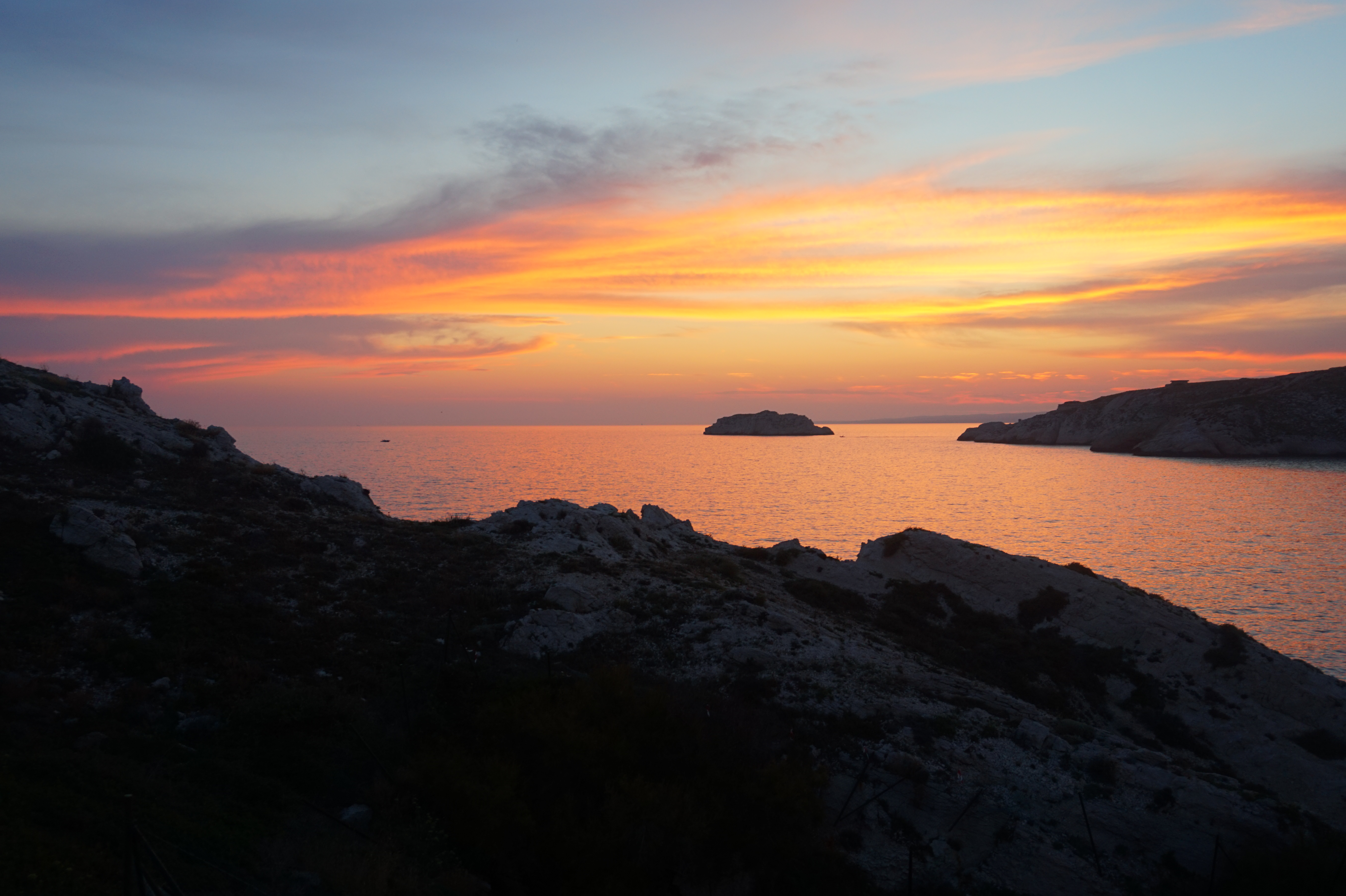
Вид на острів Тібулан з острова Помег.

Обидва більших острови Помег і Ратонно з'єднані між собою за допомогою дамби (Digues de Berry), спорудженої 1822 року. Помег має довжину 2,7 км, а Ратонно — 2,5 км. Найвища точка розташована на острові Помег — 89 м над рівнем моря. Назва «Тібулан» походить від провансальського виразу й дослівно означає «шматочок острівця», тобто «маленький острів». У замку Іф на однойменному острові розгортаються події роману Олександра Дюма «Граф Монте-Крісто».
До островів можна дістатися всього за чверть години кораблем з Марселя.

## Історія

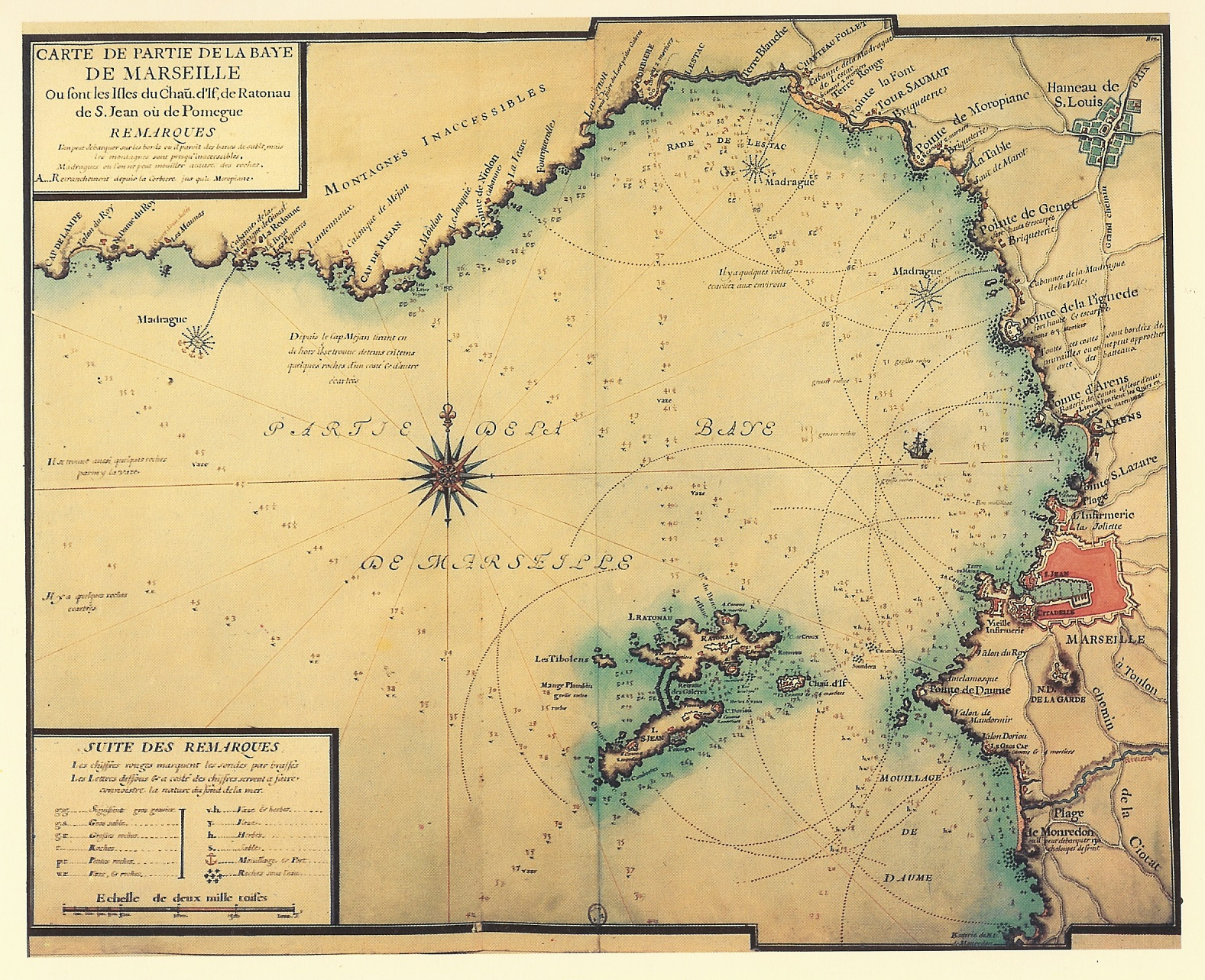
Марсель, кінець XVII століття

Стратегічне розташування островів щодо гавані Марселя призвело до появи на островах численних фортифікаційних споруд. За часів Генріха IV на острові Ратонно було споруджено потужний форт. Згодом на острові Іф було споруджено надійно захищений замок, вдосконалений пізніше Вобаном. Нові укріплення було споруджено за Наполеона.
1720 року, під час Великої Марсельської чуми острови використовувалися як місце карантину для кораблів, що припливали з Африки та Близького Сходу. Під час Третьої республіки укріплення було модернізовано. У роки Першої світової війни на островах були закріплені спостережні повітряні кулі. У 20-ті роки ХХ століття, під час прийому вірменських біженців, тут був встановлений центр санітарного контролю. Під час Другої світової війни острови зазнали нищівних бомбардувань авіації союзників, яка намагалася нейтралізувати оборонні споруди, додатково укріплені вермахтом. На острові Ратонно й досі можна побачити численні кратери від розривів бомб.
До 1975 року острови було заборонено відвідувати туристам, оскільки перебували у власності Міністерства оборони Франції.
2002 року акваторія на острови були проголошені міською радою Марселя «Морським парком Фріульських островів». Острови відвідують численні любителі підводного плавання та туристи.
18 квітня 2012 острови архіпелагу входять до складу Національного парку Каланок.

## Міський квартал
Фріуль адміністративно приєднаний до 7-го округу Марселя. Оскільки ця територія є частиною Національного парку, на островах суворо заборонене використання транспортних засобів, в тому числі велосипедів. Тут розташована гавань для яхт більше, ніж на 600 місць, магазинчики і ресторани вздовж гавані та житлові будинки. Протягом року тут постійно проживає близько півтори сотні людей. На островах немає поліції, лікарні, школи, для забезпечення цих потреб мешканці змушені плисти до міста.

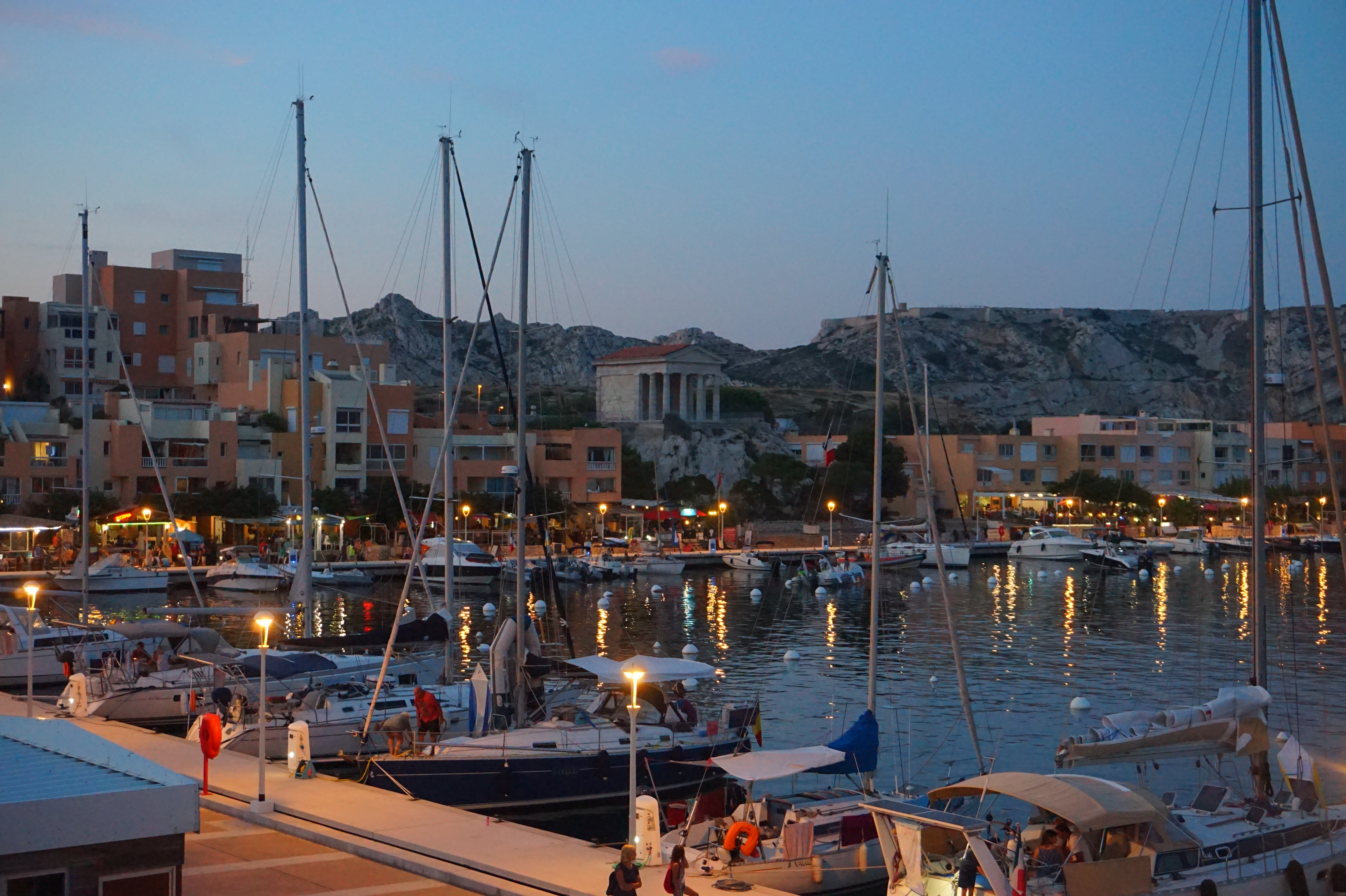
Острів Ратонно - один з островів Фріульського архіпелагу. На фото видно гавань, житлові будинки та ресторани. Стаття "Фріульські острови"

## Середовище
Фріульський архіпелаг є одним з найпосушливіших місць Франції. Його мікроклімат сприяв розвитку особливих видів, адаптованих до цього дуже своєрідного середовища. Невисока рослинність, галофільна, або, як мінімум галорезистентна чергується з осипами, голими скелями та рослинністю, типовою для середземноморської гариги. Рідкісні дерева, алепські сосни та оливні дерева мають форму, продиктовану постійною присутністю вітру (містраль) та дрібного дощу.
На архіпелазі зафіксовано близько 350 видів рослин, 14 з яких рідкісні або охороняються.
Однією з атракцій островів є присутність на них птахів, які зустрічаються лише на середземноморських островах. Так, Строкатий атлантичний буревісник (Calonectris borealis), Буревісник малий (Puffinus yelkouan), Качурка морська (Hydrobates pelagicus), птахи, які більшу частину життя проводять у морі, знаходять місце для гніздування на островах.
Прибережні скелі населяють Скеляр синій (Monticola solitarius), Сапсан, Боривітер звичайний, популяція Сичів хатніх, колонії Apus pallidus (Серпокрилець білочеревий) та чубатих бакланів.
Також тут присутній Гекон європейський листолапий, який вважається під загрозою зникнення у світовому масштабі, у Франції знаходиться під охороною.
Найбільш поширеним видом є Мартин середземноморський, якого зареєстровано 8000 пар.
На островах немає великих ссавців, проте є завезені види, такі як кролі, щурі, а також здичавілі коти.